# Федорково (платформа)
Федорково — остановочный пункт на Бологое — Псковской линии Октябрьской железной дороги. Расположена рядом в двух километрах от Рублёво, на перегоне Полонка — Морино, в Дновском районе Псковской области.
Имеется одна платформа, расположенная с правой стороны пути. На платформе имеют остановку все проходящие через неё пригородные поезда. Кассы отсутствуют.
Путевое развитие включает в себя один путь на железобетонных шпалах.